# Carla Fracci
Carla Fracci, née le 20 août 1936 à Milan et morte dans la même ville le 27 mai 2021, est une danseuse italienne.

## Biographie

### Formation
Carla Fracci est née à Milan en 1936 d'un père alpin et d'une mère ouvrière. En 1946, à l'âge de 9 ans, sa mère l'emmène à l'école de ballet de La Scala de Milan. Être admise dans cet établissement  est une façon pour une enfant de famille modeste de disposer d'une éducation gratuite et d'une profession. Elle est reçue dernière des 35 candidates. Elle y étudie la danse classique de 1946 à 1954, notamment avec Vera Volkova : elle bénéficie ainsi d’une double tradition classique, milanaise et pétersbourgeoise ,. 

### Carrière
Engagée en 1954 dans la troupe de La Scala, Carla Fracci est nommée étoile en 1958,. Elle quitte cette compagnie en 1963, se considérant sous-employée et mal payée. Avec l'aide de son mari, Beppe Menegatti, metteur en scène de théâtre, elle décide de devenir indépendante. Elle est appréciée de chorégraphes comme John Cranko ou Roland Petit, pour ses interprétations très personnelles qui traduisent l'émotion des personnages féminins qu'elle incarne sur les planches. Elle se consacre aussi à des créations originales, par exemple sur des œuvres de Mario Pistoni en 1966, ou de Roland Petit en 1996, ou à des reconstitutions de danse d’Isadora Duncan  par Millicent Hodson, en 1990,. 
Dans les années 1970, ses interventions au Festival de Vérone rencontrent un succès populaire. À la fin des années 1980, elle dirige le corps de ballet du Teatro San Carlo de Naples, les Ballets des Arènes de Vérone de 1995 à 1997, puis du Ballet de l'Opéra de Rome en 2002,  poste qu'elle occupe pendant dix ans. Utilisant sa notoriété auprès du grand public, elle participe à la vitalité de la scène chorégraphique italienne,. 

### Activités publiques et engagements
Le 15 octobre 2004, elle est nommée Ambassadrice de bonne volonté de l’Organisation des Nations unies pour l'alimentation et l'agriculture (FAO). En outre, de 2009 à 2014, elle est conseillère pour la culture de la province de Florence. Le 20 décembre 2016, elle présente le livre Ballerina écrit par l'auteur Roberto Baiocchi, publié par la maison d'édition Giunti à Florence, dont elle a signé la préface. 

### Distinctions
Le 19 septembre 2020, le sénat de la République italienne lui décerne la Médaille du mérite de la culture et de l'art.

### Décès
Carla Fracci meurt le 27 mai 2021 à l'âge de 84 ans dans sa maison de Milan, après une longue maladie.